# Dopamina
La dopamina, o anche dopammina, è un neurotrasmettitore endogeno della famiglia delle catecolammine. All'interno del cervello questa feniletilammina funziona da neurotrasmettitore, tramite l'attivazione dei recettori dopaminergici specifici e subrecettori.
La dopamina è prodotta in diverse aree del cervello, tra cui la substantia nigra e l'area tegmentale ventrale (ATV). Grandi quantità si trovano nei gangli della base, soprattutto nel telencefalo, nel nucleus accumbens, nel tubercolo olfattorio, nel nucleo centrale dell'amigdala, nell'eminenza mediana e in alcune zone della corteccia frontale.
La dopamina è anche un "neuro ormone" rilasciato dall'ipotalamo. La sua principale funzione come ormone è quella di inibire il rilascio di prolattina da parte del lobo anteriore dell'ipofisi. A livello gastrointestinale il suo effetto principale è l'emesi.
La "dopamina" può essere fornita come un farmaco che agisce sul sistema nervoso simpatico, dando effetti come aumento della frequenza cardiaca e pressione del sangue.

## Biochimica

Biosintesi della dopamina

### Nome e famiglia
Ha formula chimica C6H3(OH)2-CH2-CH2-NH2. Il suo nome chimico è 4-(2-amminoetil)benzene-1,2-diolo e la sua sigla è "DA". Fa parte della famiglia catecolammine (un anello benzenico con due gruppi ossidrilici), al quale poi è legato un gruppo etilamminico. La dopamina è un precursore della noradrenalina e dell'adrenalina.

### Biosintesi
La dopamina è biosintetizzata nel corpo (soprattutto nel tessuto nervoso e nel midollare del surrene). In primo luogo avviene l'idrossilazione dell'amminoacido L-tirosina (un amminoacido normalmente presente nella dieta) in L-DOPA attraverso l'enzima tirosina 3-monoossigenasi, rappresentato dall'aggiunta di un secondo ossidrile all'anello benzenico della tirosina. In seguito avviene la decarbossilazione della L-DOPA da aromatici L-ammino acido decarbossilasi (spesso definito come dopa decarbossilasi), rimuovendo il gruppo carbossilico (-COOH) dalla catena laterale della DOPA. In alcuni neuroni, la dopamina viene trasformata in noradrenalina da parte della dopamina β-idrossilasi. Nei neuroni, la dopamina è confezionata dopo la sintesi, in vescicole sinaptiche che vengono poi rilasciate nelle sinapsi in risposta a un potenziale d'azione presinaptico.

### Degradazione
L'azione della dopamina rilasciata nello spazio sinaptico viene rapidamente ricaptata da parte della terminazione nervosa da cui è stata liberata; una volta ricatturata, la dopamina viene degradata attraverso due principali diversi meccanismi:

Biodegradazione della dopamina

- La dopamina(DA) viene deamminata dalla MAO e diventa "3,4-diidrossifenilacetaldeide" (DHPA), è quindi convertita a opera di un'aldeide deidrogenasi in "acido 3,4-diidrossifenilacetico" (DOPAC). Successivamente viene trasformata in acido omovanillico (HVA) al di fuori del neurone mediante una doppia conversione enzimatica tramite la catecol-O-metiltrasferasi (COMT) prima e la MAO poi.
- La dopamina viene metilata in posizione 3 dell'anello benzenico dalla COMT e trasformata in "3-metossitirammina", (3MT). Questa viene poi deamminata dalla monoamminossidasi e forma la 3-metossi-4-idrossifenilacetaldeide (3MHPA), la quale viene trasformata dall'aldeide deidrogenasi in HVA.

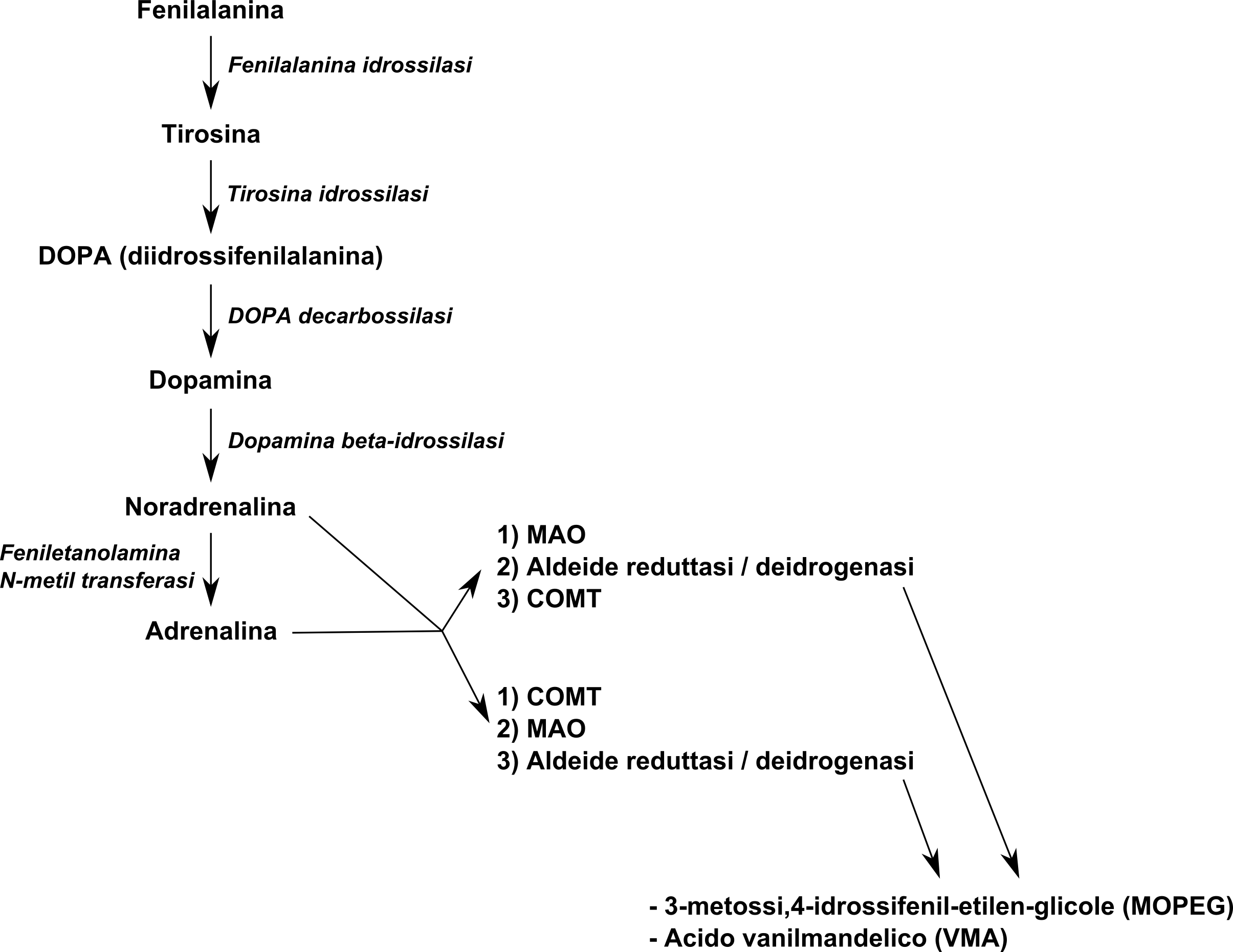
Biosintesi e catabolismo delle catecolammine

## Rilascio di dopamina
La dopamina sintetizzata nel citoplasma viene catturata e concentrata all'interno delle vescicole sinaptiche. L'immagazzinamento dentro le vescicole ha lo scopo di proteggere la molecola dalla degradazione a opera della monoamminossidasi, ed è indispensabile per il processo di liberazione del neurotrasmettitore nello spazio sinaptico da parte dell'impulso nervoso. All'arrivo di questo, le vescicole per effetto dell'onda di depolarizzazione, fondono la loro membrana con quella del neurone e si aprono, liberando il loro contenuto nello spazio sinaptico. In generale, gli antagonisti dopaminergici inibiscono, mentre gli agonisti  aumentano, il rilascio di dopamina dalla terminazione nervosa.

## Funzione nel cervello
La dopamina ha molte funzioni nel cervello, svolge un ruolo importante in comportamento, cognizione, movimento volontario, motivazione, nell'inibizione della produzione di prolattina  (coinvolta nell'allattamento materno e nella gratificazione sessuale), sonno, umore, attenzione, memoria di lavoro e di apprendimento. Agisce sul sistema nervoso simpatico causando l'accelerazione del battito cardiaco e l'innalzamento della pressione del sangue. La dopamina viene rilasciata a livello centrale dalla substantia nigra e la sua azione è mirata a modulare l'attività inibitoria dei neuroni GABAergici. Neuroni dopaminergici (cioè, i neuroni il cui principale neurotrasmettitore è la dopamina) sono presenti soprattutto nella zona tegmentale ventrale del mesencefalo, nella substantia nigra, e nel "nucleo arcuato" dell'ipotalamo.

### Dopamina e ricompensa
Stimoli che producono motivazione e ricompensa (fisiologici quali il sesso, cibo buono, acqua, o artificiali come sostanze stupefacenti, o elettrici ma anche l'ascolto della musica, in particolare alcuni tipi di suoni o timbri vocali), stimolano parallelamente il rilascio di dopamina nel nucleus accumbens. Al contrario il piacere prodotto da questi stimoli è soppresso da lesioni dei neuroni dopaminergici o dal blocco dei recettori alla dopamina in questa stessa area.

### Patologie ipotetiche collegate
Si ipotizza (dimostrabile ma non provato, quindi inconsistente) che un eccessivo livello di dopamina può rinvenirsi nelle psicosi, spesso cause sconosciute (schizofrenia, disturbo schizoaffettivo, disturbo delirante, fase di mania nel disturbo bipolare), nelle dipendenze e nel gioco d'azzardo compulsivo ad esempio. Carenze dopaminergiche si ritrovano in malattie del sistema extrapiramidale come la malattia di Parkinson e i parkinsonismi, nel disturbo depressivo e secondo alcuni studi nella sindrome da fatica cronica e nella fibromialgia.

### Auto somministrazione di sostanze
Il nucleus accumbens, funzionalmente integrato nelle circuitazioni limbiche ed extra-piramidali, svolge un ruolo critico nel mediare gli effetti di rinforzo positivo acuto (soddisfazione) delle sostanze stupefacenti d'abuso, e negli aspetti motivazionali della sospensione, dopo assunzione in cronico, quindi nel rinforzo negativo, proprio del fenomeno astinenziale. La dopamina è coinvolta nel determinare le proprietà motivazionali delle sostanze attive a livello del SNC.  Sostanze come le amfetamine e la cocaina, stimolando i recettori D1 e D2, aumentano il tono dopaminergico, stimolandone il rilascio sinaptico e/o bloccandone la ricaptazione neuronale. La nicotina e altri alcaloidi contenuti nelle sigarette agiscono in maniera analoga. Alcuni studi neuro-farmacologici hanno indicato che le caratteristiche di rinforzo positivo della cocaina sono bloccate dalla somministrazione d'antagonisti dei recettori dopaminergici.

## Sistema dopaminergico

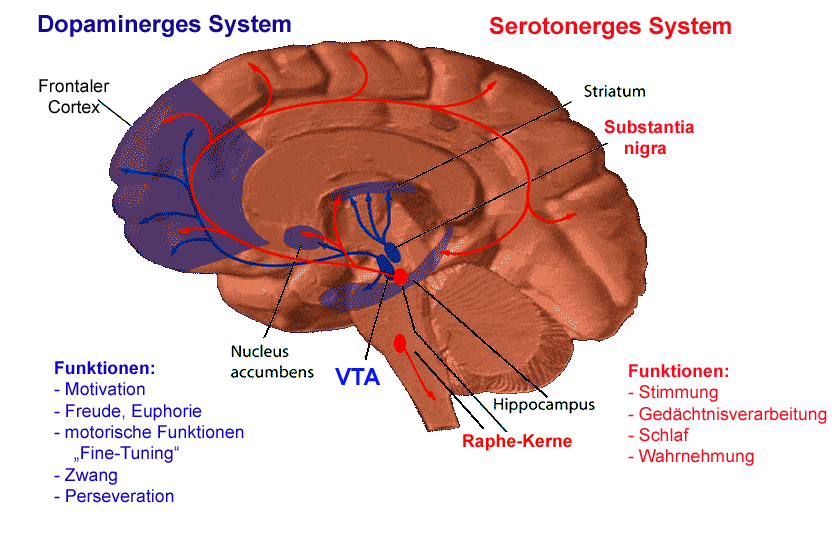
Schema del sistema dopaminergico e della Serotonina

I neuroni dopaminergici formano un sistema di neuromodulazione che ha origine nella substantia nigra, nell'area tegmentale ventrale (VTA), e nell'ipotalamo. Questi sono collegati tramite assoni ad ampie zone del cervello attraverso quattro percorsi principali:
- La "via mesolimbica" collega l'"area tegmentale ventrale" al nucleus accumbens attraverso l'amigdala e l'ippocampo (entrambi al centro del sistema della ricompensa nel cervello). Una teoria afferma che questa via controlli il comportamento e in modo particolare produca delirio ed allucinazioni quando iperattiva. È anche la via che regola il senso di gratificazione, coinvolto quindi nei fenomeni di dipendenza.
- La "via nigrostriatale", che controlla i movimenti, va dalla substantia nigra allo striato. Il percorso è coinvolto nei gangli della base.
- La "via mesocorticale" collega l'"area tegmentale ventrale" del mesencefalo alla corteccia pre-frontale; per il controllo di emozioni e sentimenti.
- La "via tubero-infundibolare" collega l'ipotalamo alla ghiandola pituitaria. Controlla il rilascio di ormoni come la somatotropina (ormone della crescita) e il PIF (Prolactin Inhibiting Factor ovvero fattore inibente la prolattina).

## Recettori della dopamina
Sono recettori accoppiati a proteine G, il quale principale ligando endogeno è la dopamina, è stato dimostrato che essi esistono nei sistemi cellulari sia come omodimeri sia come oligomeri. L'effetto della dopamina dipende dall'espressione di specifici recettori e dalla loro modulazione anche da parte di altri neurotrasmettitori. Vi sono due tipi di recettori della dopamina differenti per caratteristiche farmacologiche e biochimiche, con una diversa affinità di legame sia per la stessa dopamina sia per molti altri agonisti e antagonisti.
Anche se i recettori della dopamina sono ampiamente distribuiti nel cervello, aree differenti hanno differenti densità di distribuzione dei recettori, presumibilmente riflettendo differenti ruoli funzionali. L'RNA è messaggero dei recettori D1 e D2. Sostanze che attivano i recettori presinaptici (agonisti), producono un'inibizione del neurone dopaminergico riducendone l'attività elettrica, la sintesi e il rilascio di dopamina; mentre sostanze che ne impediscono la funzione (antagonisti), potenziano la trasmissione dopaminergica.

## Farmacologia
Gli antagonisti dopaminergici sono farmaci che trovano ampio utilizzo come neurolettico in ambito psichiatrico, mentre agonisti dopaminergici sono usati sia come terapia di prima scelta nella malattia di Parkinson, sia -in misura minore- come antidepressivi e contro la dipendenza. Va considerato che si possono avere gravi effetti collaterali, come indicato nei foglietti illustrativi solamente dal 2007, quali bulimia, ipersessualità, gioco compulsivo (gioco d'azzardo), acquisti compulsivi in circa l'8% di coloro che sono affetti dalla malattia di Parkinson.
Sono stati effettuati degli studi sulla pianta Mucuna pruriens e sembra avere un ruolo benefico nella sintomatologia della malattia di Parkinson senza gli effetti collaterali causati dai farmaci usati per il trattamento della malattia.
L'autorecettore dopaminergico presinaptico è responsabile di tenere sotto controllo la quantità di dopamina rilasciata nella sinapsi e di bloccare ogni ulteriore rilascio, qualora l'attività della dopamina divenga eccessiva. La dopamina e la maggior parte degli agonisti dopaminergici conosciuti non sono in grado di distinguere tra l'autorecettore presinaptico e quello post-sinaptico. Di conseguenza, quando la dopamina o un agonista dopaminergico sopprime l'attività del neurone presinaptico, si è in presenza di un meccanismo autodistruttivo perché contemporaneamente essi stimolano i recettori post-sinaptici.

### Uso farmacologico
È consolidato l'utilizzo farmacologico di dopamina nell'acuzie dell'insufficienza cardiaca. Gli effetti sono dose-dipendenti:
- <2 µg/kg/min:
  - Vasodilatazione splancnica e renale
  - Diuresi;
  - Azione diretta sui tubuli renali;
- 2-5 µg/kg/min:
  - stimola i recettori beta cardiaci: aumenta la contrattilità;
  - stimola i neuroni del sistema simpatico: aumenta il rilascio di catecolamine;
- >5 µg/kg/min:
  - stimolazione α intensa, con vasocostrizione arteriosa e venosa.